# Fendler Károly
Fendler Károly, írói álnevén Faludi Péter, vagy Faragó Károly (hangul: 카롤리 휀들러, Kharoli Hvendullo, RR: Karoli Hwendeulleo; Nagykanizsa, 1933. május 30. – Budapest, 2013. február 17.) magyar orientalista, Korea-kutató, az ELTE Belső-ázsiai Tanszékének előadója, címzetes docens. 1950-es évek elején kezdett el foglalkozni Koreával, a Lomonoszov Egyetemen, 1957-től pedig Phenjanban tanult ösztöndíjasként. Tanulmányai után diplomataként is dolgozott, 1974-től publikált magyar, amerikai, tajvani és dél-koreai folyóiratokban.

## Megjelent könyvei
- Faragó Károly: A Koreai Népi Demokratikus Köztársaság megalakulása. In: A szocializmus építésének feladatiról. [kézirat gyanánt]. Szerk. Farkas János, Kurucz István, Ruff Mihály. Budapest, Kossuth Kiadó, 1978.
- Faludi Péter: Mit kell tudni a Koreai Népi Demokratikus Köztársaságról?. Budapest, Kossuth Kiadó, 1981. (ISBN 963 09 1766 1)
- Faludi Péter: Korea Története I. Az ókortól 1945-ig. Külkereskedelmi Főiskola, Budapest, 1993.
- Faludi Péter: Korea Története II. 1945–1995. Külkereskedelmi Főiskola, Budapest, 1996.